# Тит Геній Север (консул-суфект 170 року)
Тит Ге́ній Севе́р (лат. Titus Hoenius Severus; II століття) — політичний і державний діяч часів Римської імперії, консул-суффект 170 року. 

## Біографія
Походив ймовірно з італійського регіону Умбрія, міста Fanum Fortunae (сьогодні це Фано), де того часу у надписах зустрічався номен Геній. Син Тита Генія Севера, ординарного консула 141 року. 
170 року обіймав посаду консула-суффекта з невідомим колегою. Входив до жрецької колегії саліїв із Палатину. Більше про його діяльність, так само як про дату смерті, згадок немає.